# Ewan Henderson
Pour les articles homonymes, voir Henderson.
Ewan Henderson, né le 27 mars 2000 à Édimbourg en Écosse, est un footballeur écossais qui joue au poste de milieu de terrain aux Wycombe Wanderers.

## Biographie

### Carrière en club
Né à Édimbourg en Écosse, Ewan Henderson est formé par le Celtic Glasgow, l'un des clubs les plus importants du pays. Il joue son premier match en professionnel alors qu'il n'a que 18 ans, le 9 mai 2018, à l'occasion d'une rencontre de Scottish Premiership face au Kilmarnock FC. Ce jour-là, il entre en jeu à la place de Patrick Roberts et les deux équipes font match nul (0-0).
Surtout utilisé dans les équipes de jeunes du club, Ewan Henderson retrouve le groupe professionnel le 24 février 2019, où il connaît sa première titularisation, en championnat face au Motherwell FC. Ce jour-là, il délivre une passe décisive et le Celtic s'impose par quatre buts à un. En tout, il prend part à cinq matchs lors de cette saison 2018-2019.
Ewan Henderson participe à sa première rencontre de Ligue des champions le 17 juillet 2019, en remplaçant Ryan Christie lors de la victoire du Celtic contre le FK Sarajevo (2-1).
Le 2 septembre 2019, Ewan Henderson est prêté pour la saison 2019-2020 à Ross County, tout juste promu en Scottish Premiership.
Le 26 mars 2021, il est prêté jusqu'à la fin de saison au Dunfermline Athletic.
Le 6 janvier 2022, il est prêté à l'Hibernian FC jusqu'à la fin de la saison. Il est prévu qu'il rejoigne le club définitivement à expiration de son contrat avec le Celtic Glasgow, soit à la fin de cette même saison. Henderson signera alors pour trois ans. Il joue son premier match pour Hibernian dès le 20 janvier, lors d'une rencontre de coupe d'Écosse face au Cove Rangers FC. Il est titulaire ce jour-là et son équipe l'emporte par un but à zéro après prolongations.

### Carrière en équipe nationale
Depuis 2018, Ewan Henderson est membre de l'équipe d'Écosse des moins de 19 ans.

## Vie personnelle
Ewan Henderson est le frère cadet de Liam Henderson, lui aussi footballeur professionnel.

## Palmarès
Celtic Glasgow
- Champion d’Écosse en 2018-2019.